# San-Gavino-di-Fiumorbo
San-Gavino-di-Fiumorbo är en kommun i departementet Haute-Corse på ön Korsika i Frankrike. Kommunen ligger i kantonen Prunelli-di-Fiumorbo som tillhör arrondissementet Corte. År 2022 hade San-Gavino-di-Fiumorbo 100 invånare.

## Befolkningsutveckling
Antalet invånare i kommunen San-Gavino-di-Fiumorbo
Referens:INSEE